# Дарио Арђенто
Дарио Арђенто (итал. Dario Argento; Рим, 7. септембар 1940) италијански је режисер, сценариста, продуцент и филмски критичар, најпознатији по својим хорор филмовима из периода 1970-их и 1980-их. Један је од најистакнутијих режисера ђало поджанра. Због утицаја на модерне хорор филмове, често бива представљан као Мајстор хорора. У својим филмовима често сарађује са бившом супругом, Даријом Николоди, и ћерком, Азијом Арђенто.
Његово најзначајније дело је хорор трилогија Три мајке, коју чине филмови: Суспирија (1977), Инферно (1980) и Мајка суза (2007). Осим тога, познат је и по другим хорорима као што су: Тамно црвено, Безумље, Феномен, Опера итд. Почетком каријере бавио се искључиво писањем сценарија за филмове од којих је најзначајнији Било једном на Дивљем западу, Серђа Леона. Арђенто је радио као консултант за сценарио и продуцент за европску верзију Џорџ Ромеровог филма Зора живих мртваца (1978). Током каријере често је сарађивао са музичком групом Гоблин.
2001. године добио је награду за животно дело на филмском фестивалу у Амстердаму.

## Биографија

### Младост
Арђенто је рођен у Риму, као син сицилијанског филмског продуцента и извршног директора Салватореа Арђента (1914–1987) и бразилске фотографкиње Елде Луксардо, која је била италијанског порекла. Каријеру на филму започео је као критичар, пишући за часописе док је још похађао средњу школу. Филмском критиком почео је да се бави већ у средњој школи и уместо похађања факултета одлучио је да се запосли као колумниста у новинама Paese Sera. Док је реадио у новинарској редакцији, паралелно је писао и своје прве сценарије. Убрзо је у колаборацији са Бернардом Бертолучијем написао сценарио за вестерн хит Серђа Леона, Било једном на Дивљем западу.

### 2000-е и 2010-е
Године 2004. Арђенто режира Играч карата, ђало о убици чија се убиства изводе током интернет покер мечева са римском полицијом, задобила је мешовити пријем; неки фанови су ценили техно музику коју је компоновао бивши члан Гоблина Клаудио Симонети, али су сматрали да је филм превише мејнстрим, са мало Арђентовог уобичајеног процвата.
У ТВ емисији Да ли волите Хичкока? из 2005. године, редитељ је одао почаст Алфреду Хичкоку након што су га критичари деценијама поредили са њим. Касније те године режирао је епизоду Мајстори хорора, под називом "Џенифер". За другу сезону серије, Арђенто је режирао "Крзно", адаптацију истоимене кратке приче Ф. Пола Вилсона.
Године 2007. Арђенто је завршио последњи филм своје трилогије Три мајке, Мајка суза, чија је радња смештена у Рим, а у центру је насловна „трећа мајка“, Матер Лакримарум. Арђенто и Џејс Андерсон деле ауторске заслуге за филм. Азија Арђенто је добила главну улогу, заједно са својом мајком и честом сарадницом Даријом Николоди у споредној улози. Удо Кијер, који се појавио у Арђентовој Суспирији, и Коралина Каталди-Тасони, која се појавила у три његова претходна филма, имају кључне улоге у последњем поглављу Мајке.

### 2020-е
Године 2021, Арђенто се вратио глуми и приказао се као неименовани отац у психолошком драмском филму Вортекс 2021. Гаспара Ноеа, његовој првој главној улози. Филм је премијерно приказан у секцији Канске премијере на Филмском фестивалу у Кану 2021. и добио је похвалне критике за његову изведбу.
Године 2022. Арђенто режира Тамне наочаре, у свом првом редитељском раду од филма Дракула 3D из 2012. године.

### Приватни живот
Из брака са Марисом Касале добио је ћерку Фиоре Арђенто, која се такође опробала као споредна глумица у неколико филмова свог оца. Арђенто се од Марисе развео 1972. Две године касније, на снимању филма Тамно срвено упознао је Дарију Николоди са којом је био у вези наредних 11 година и добио ћерку, Азију Арђенто. Често је сарађивао и са Николоди и са Азијом, а једини Арђентов филм у коме су се обе појавиле је Мајка суза из 2007.

### Невезани пројекти
Године 2014., Арђенто је требало да режира Пешчаног човека, који је имао Иги Попа за главну улогу и сценарио Дејвида Талија. Филм је успешно прикупио преко 195.000 долара од преко 1.000 спонзора на Индиегого-у у децембру 2014. године. Међутим, снимање није почело од 2019. године, а продуценти пројекта нису ажурирали статус филма спонзорима од августа 2017. године.
Италијански редитељ Лука Гвадањино режирао је Суспирију  (2018), римејк Арђентовог филма из 1977. Амерички сценарио је заснован на оригиналном сценарију који је Арђенто написао са Даријом Николоди, његовом бившом дугогодишњом партнерком.
Године 2019, Арђенто је најавио да развија серијски филм у ком ће у главним улогама бити жене, који се састоји од осам епизода, за сервис за стриминг.

## Филмографија
| Година | Филм                             | Режија | Сценарио | Продуцент | Глумац | Композитор |
| ------ | -------------------------------- | ------ | -------- | --------- | ------ | ---------- |
| 1966   | Пардон, да ли сте за или против? | Не     | Да       | Не        | Да     | Не         |
| 1968   | Било једном на Дивљем западу     | Не     | Да       | Не        | Не     | Не         |
| 1970   | Птица са кристалним перјем       | Да     | Да       | Не        | Да     | Не         |
| 1971   | Мачка са девет репова            | Да     | Да       | Не        | Не     | Не         |
| 1971   | Четири муве на сивом сомоту      | Да     | Да       | Не        | Не     | Не         |
| 1975   | Тамно црвено                     | Да     | Да       | Не        | Да     | Не         |
| 1977   | Суспирија                        | Да     | Да       | Не        | Да     | Да         |
| 1978   | Зора живих мртваца               | Не     | Не       | Да        | Не     | Да         |
| 1978   | Мартин                           | Не     | Не       | Не        | Не     | Да         |
| 1980   | Инферно                          | Да     | Да       | Не        | Да     | Не         |
| 1982   | Безумље                          | Да     | Да       | Не        | Да     | Не         |
| 1985   | Феномен                          | Да     | Да       | Да        | Да     | Не         |
| 1985   | Демони                           | Не     | Да       | Да        | Не     | Не         |
| 1986   | Демони 2                         | Не     | Да       | Да        | Не     | Не         |
| 1987   | Опера                            | Да     | Да       | Да        | Да     | Не         |
| 1990   | Два зла ока                      | Да     | Да       | Да        | Не     | Не         |
| 1993   | Траума                           | Да     | Да       | Да        | Не     | Не         |
| 1996   | Стендалов синдром                | Да     | Да       | Да        | Не     | Не         |
| 1998   | Фантом из опере                  | Да     | Да       | Не        | Не     | Не         |
| 2000   | Гримизна дива                    | Не     | Не       | Да        | Не     | Не         |
| 2007   | Мајка суза                       | Да     | Да       | Да        | Не     | Не         |
| 2012   | Дракула 3D                       | Да     | Да       | Не        | Не     | Не         |
| 2018   | Суспирија                        | Не     | Да       | Не        | Не     | Не         |
| 2022   | Иза тамних наочара               | Да     | Да       | Не        | Не     | Не         |